# Google Lunar X Prize
Google Lunar X Prize (numit și Moon 2.0) este o competiție internațională organizată de Fundația Premiului X și sponsorizată de Google ce are ca scop construirea unui robot spațial pentru a cerceta Luna, capabil să aselenizeze, să se deplaseze 500 de metri pe suprafața Lunii și să transmită imagini și anumite date de ordin științific. 

Competiția a fost anunțată în cadrul evenimentului Wired Nextfest, la 13 septembrei 2007 și se desfășoară până la sfârșitul anului 2015.
Intenția Google este de a trimite o navă spațială pe Lună înainte de NASA, care plănuiește un astfel de proiect în jurul anului 2020. Premiul pus în joc de Google este de 20 de milioane de dolari. Se oferă și un premiu II în valoare de 5 milioane dolari, precum și premii suplimentare (5 milioane dolari în total) pentru performanțe speciale: parcurgerea unei distanțe mai mari de 5 km, transmiterea unor imagini ale unor dispozitive făcute de om și lăsate pe Lună în cursul expedițiilor cu echipaj uman, supraviețuirea timp de o noapte selenară. 
Din proiectele înscrise, unele sunt în prezent în stadiu de dezvoltare/deșfășurare, unele au fost retrase, iar unele au fost achiziționate de Moon Express, o companie formată de investitori din Silicon Valley și antreprenori în proiecte spațiale. Moon Express are ca țintă câștigarea Google Lunar X Prize și exploatarea Lunii de resurse cu valoare economică. 
Printre participanții înscriși la Google Lunar X Prize, se află și o echipă din România, Asociația Română pentru Cosmonautică și Aeronautică (ARCA).
Echipa ARCA s-a înscris în competiția Google Lunar X-Prize cu proiectul  "HAAS-ELE" ce constă în lansarea rachetei HAAS în trei trepte cu ajutorul unui balon solar de înaltă altitudine, rachetă destinată să plaseze pe orbită modulul ELE (European Lunar Explorer). 